# سرویس تلفن موبایل پیشرفته

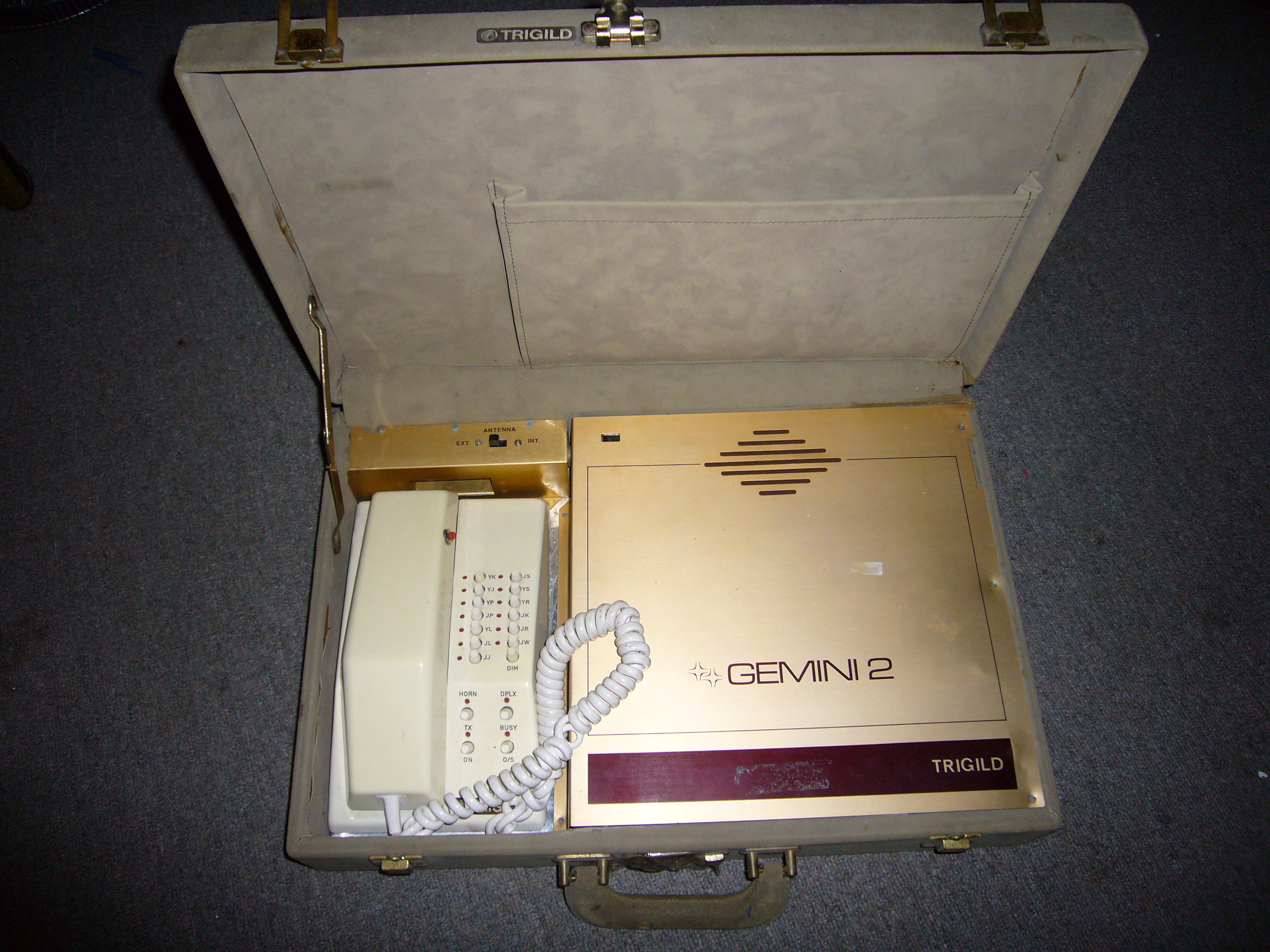
تصویری از سرویس تلفن موبایل پیشرفته

سرویس تلفن موبایل پیشرفته (به اختصار IMTS) یک سیستم رادیویی سلولی VHF/ UHF است که با PSTN ارتباط دارد. IMTS معادل خدمات زمینی است و در سال ۱۹۶۹ به جای خدمات تلفن موبایل یا MTS استفاده شد. سیستم MTS می‌تواند روابط را از طریق اپراتور برقرار کند.

## اصول فنی
سیستم اصلی تلفن US شامل سه باند فرکانس VHF کوتاه، VHF بالا و UHF است. فرکانسها در لیست کانال‌ها آمده‌اند. یک ارائه دهنده می‌تواند خدمات را در یک، دو یا سه باند ارائه کند اگر چه IMTS هرگز باند کوتاه ندارد. این‌ها می‌توانند تراکم شبکه را تولید کنند. بخش رادیویی به ترمینال نزدیک است و بر کانال عبور خواهد کرد. شبکه‌های سلولی می‌توانند با کاهش مساحت و افزایش تعداد سلول‌ها به خوبی عمل کنند. نقص اصلی در آن است که برج‌ها در حد زیادی مورد نیاز هستند؛ بنابراین سیستم IMTS و MTS در مناطق راه دور دیده می‌شود و این یک روش برای پر کردن مناطق بزرگ است. از سال ۲۰۰۶ حداقل یک شرکت آمریکایی نزدیک کانادا این IMTT را ارائه کرد. نورترویل نیز خدمات MTS را در شمال کانادا ارائه نمود. در مواردی که IMTS ناپیوسته‌است فرکانس سیستم صفحه بندی مشخص خواهد شد. عملکرد اصلی IMTS در طول زمان توسعه یافته‌است. در این شرایط مدارهای منسجم در دسترس نمی‌باشند. رایج‌ترین تلفن IMTS به نام سری TLD – ۱۱۰۰ می‌تواند از دو تخته مدار ۸ اینچ استفاده کند. به این طریق کد برداری دیجیتالی و اسکن عملی خواهد شد. تمام این منطق در مورد ترانزیستورهای گسسته نیز دیده شده‌است. در یک شهر یک IMTS می‌تواند بیکار باشد و انتقال تن ۲۰۰۰ HZ ثابت عملی شود. موبایل‌ها می‌توانند فرکانس‌ها را اسکن کنند. در این حالت می‌توان شاهد انتقال یک تن آزاد بود؛ بنابراین وقتی تماس برقرار شود این تن می‌تواند به ۱۸۰۰ HZ برسد. رقم خاص نیز برای این پالس‌ها استفاده می‌شود. به این طریق می‌توان به یک پالس چرخشی بین ۲۰۰۰ و ۱۸۰۰ HZ دست یافت. این نوع تماس‌ها می‌توانند در اسکن تن آزاد استفاده شود. در موبایل‌ها انتقال ۲۱۵۰ HZ تن به ایستگاه مبنا کاربرد دارد. به این طریق تلفن شروع به زنگ زدن می‌کند و انتقال فوق عملی خواهد شد. ارتباط HZ ۱۶۳۳ می‌تواند به ایستگاه مبنا بر گردد و به این طریق می‌توان یک نظارت کامل بر مسیر صوتی داشت. هنگام زنگ زدن ۱۳۳۶ تن ناپیوسته و HZ ۱۸۰۰ تن می‌تواند به عنوان سرویس استفاده شود. موبایل‌ها در این شرایط تن ارتباط را ارسال خواهند کرد و ارتباط برقرار خواهد شد. موبایل‌ها دارای یک کد محلی و ۴ رقم شماره تلفن هستند که می‌توانند با ۲۰ پالس در هر ثانیه ارسال شوند. افزایش فرایند کنترل تقسیم نیز عملی است. این ارقام با یک دسته از تن‌های متناوب شناخته می‌شوند که می‌توانند در حالت اتصال یا سکوت باشند؛ بنابراین نباید تلفن‌ها خالی از آهنگ شوند. کاربرها از شماره گیر چرخشی استفاده می‌کنند و ارقام شماره گرفته شده را به صورت ۱۰PPS پالس ارسال می‌نمایند.

### ترمینال‌ها
سیستم IMTS دارای ۱۰۰–۲۰ وات قدرت انتقال دهنده در ایستگها مبنا و موبایل است. تلفن سلولی قدیمی می‌تواند خروجی را به ۳ وات برساند. تلفن‌های سیار دارای خروجی توان ۶/۰ وات هستند. نصب آن‌ها بر یک دستگاه راس می‌تواند به‌طور مستقیم و بر صفحه کلید شماره گیر عملی شود. این‌ها شبیه به یک خط میانی رفتار خواهند کرد. برخلاف تلفن‌های سیار، این دستگاه‌ها هنگام دریافت تماس شروع به زنگ زدن می‌کنند. به این طریق می‌توان دید که شاسی انتقال دهنده رادیویی بزرگ سنجش یک فوت مربع و ۶ اینچ را آسانتر خواهد کرد. این فرایند در مورد اتومبیل‌ها نیز قابل استفاده‌است. تمام این گیرنده‌ها می‌توانند به دسته وصل شوند. در نهایت کابل چند رسانایی ۵ اینچ تولید خواهد شد. آنتن همیشه به یک حفره در بدنه نیاز دارد. به این طریق نصب آسان خواهد شد. این فرایند برای تلفن‌های مورد استفاده در اتومبیل‌ها کاربرد دارد. آنتن‌ها می‌توانند مانند رادیوهای CB با طول IN۱۹ باشند. این سیستم‌ها به توان زیادی نیاز دارند و کابل ضخیم می‌تواند مستقیم به باتری وصل شود؛ بنابراین نباید از تلفن IMTS در تخلیه باتری استفاده شود در حالی که دوره‌های میانی زمان در راه اندازی موتور مهم باشند. این دستگاه‌ها به بوق ماشین وصل هستند و می‌توانند هنگام دریافت تماس زنگ بزنند. دستگاه‌های IMTS دارای فشار دوتایی هستند و کاربر می‌تواند در آن واحد صدای طرف دیگر را بشنود و با او حرف بزند. این روند توسعه سیستم MTS را نشان می‌دهد. بسیاری از آن‌ها حالت دوتایی نیمه پیوسته دارند و می‌توانند در آن واحد انتقال پیدا کنند. این نوع انتقال‌ها بر یک خط مستقیم قرار خواهند گرفت. گیرنده‌های دستی IMTS می‌توانند در حالت ۴–۲ وات راه اندازی شوند. آن‌ها مانند سیستم IMTS رفتار خواهند کرد. هماهنگی با تلفن جیبی که توان بالاتر از وات دارد نباید نادیده گرفته شود.

### ایستگاه مبنا
ایستگاه IMTS می‌تواند مساحت ۶۰–۴۰ مایل را طی کند. این دامنه ناشی از توان بزرگ انتقال دهنده‌است و در بسیاری از موارد جابجایی آنتن در حالت ۵۰۰–۲۰۰ فوت آسانتر است. ایستگاه IMTS می‌تواند ۱۱، ۱۲ و ۱۳ کانال رادیویی داشته باشد ولی ایستگاه روستایی دو کانال دارد. هر نوع ارتباط تلفنی می‌تواند عامل استفاده از کانال باشد. به این علت این سیستم‌ها ظرفیت خیلی کمتری از سیستم سلولی دارند و شرایط کانال‌ها مشترک است. در شهرهای بزرگ این می‌تواند تعداد کمی از تماس‌های هم‌زمان را عملی سازند.

## محدودیت‌ها
فناوری IMTS تعداد کل مشترکان را محدود کرده‌است. در دهه ۷۰ و ۸۰ و قبل از پیدایش تلفن‌های سلولی، لیست انتظار ۳ ساله استفاده می‌شد. این مشترکین به خوبی منتظر می‌ماندند تا دیگر مشترکین تماس خود را قطع کنند. به این ترتیب شماره تلفن و خدمات تلفن سیار در دسترس قرار می‌گرفت. این نقایص باعث فروش کم و تولید تلفن IMTS و دستگاه‌های موبایل شدند. آن‌ها خیلی گران بودند. دسترسی به کانال‌ها نادر است و بنابراین زمان برقراری تماس تا ۱۲۰–۷۰ دلار در دقیقه هزینه در پی دارد. شارژ ماهانه نیز ۱۰۰ دلار است. چون این‌ها کانال‌های محدودی هستند می‌توان از کانال واحد استفاده کرد. سازندگان IMTS سرعت دستگاه‌ها را در کانال‌ها مهم ارزیابی کرده‌اند.